# Новгородская Забелинская летопись
Новгородская Забелинская летопись (Новгородский хронограф XVII века) — русская летопись, памятник новгородского летописания XVII века. Объёмное произведение, описывающее события русской истории до 1679 года. Составлена между 1680 и 1681 годами. Является крупнейшей по объёму новгородской летописью своего времени, как по объёму текста, так и по разнообразию источников.
Летопись была названа С. Н. Азбелевым по имени владельца основного списка. В начале памятника помещено заглавие: «Списано бысть с новаго с печатного летописца 7182 о начале древнего словенского народа и о наречии или прозвищи его». Азбелева считал, что летопись была создана около 1681 года в Новгороде. Памятник известен в девяти списках, делящихся на три группы. Из них список ГИМ, являющийся архетипом относительно других известных списков. Кроме того, имеется компиляция Новгородской Уваровской и Новгородской Забелинской летописей.
Согласно Азбелеву, основой памятника являлся первоначальный вид пространной редакции Новгородской третьей летописи, который был дополнен из других источников, включая псковскую летопись, предположительно, летописец Псково-Печерского монастыря, Новый летописец, Киевский синопсис изданий 1674 и 1680 годов, «История еже о начале Русския Земли», ряд новгородских летописей и др. Согласно В. В. Яковлеву, сравнение Новгородской Забелинской летописи с Новгородской Уваровской и Новгородской третьей летописями показывает, что первоначальный вид пространной редакции Новгородской третьей летописи не существовал, а эта пространная редакция представляет собой, вероятнее всего, дополненный списком Новгородской Уваровской летописи и составлена после 1692 года. По заключению Яковлева, основу Новгородской Забелинской летописи составлял один из списков Новгородской Уваровской летописи, вероятно, список БАН.
Новгородская Забелинская летопись демонстрирует критическое отношение к своим источникам, что отражено в комментариях в тексте. Памятник стал основным источником Новгородской Погодинской летописи. Текст Новгородской Забелинской летописи публиковался только частично.